# 12e régiment de commandement et de soutien
Pour les articles homonymes, voir 12e régiment.
Le 12e régiment de commandement et de soutien est une unité de commandement française, aujourd'hui dissoute. Il était le régiment logistique et de commandement de la 12e division d'Infanterie (PC à Rouen) . Comme tous les RCS de Division d'Infanterie il était constitué d'un Escadron de Commandement et de Quartier Général (ECQG / TRAIN) d'un Escadron de Circulation et de Transport (ECT / TRAIN) d'une Compagnie Légère de Transmissions (CLT / TRANSMISSIONS) et d'un Groupe de Réparation de Division d'Infanterie (GRDI / MATERIEL). Une compagnie du Service de Santé (de réserve) venait compléter cet organigramme. Ce régiment a été dissout en 1984. Il a  été recréé la même année sous le même nom et dans la même fonction au profit de la 12 Division Légère Blindée École (PC à Tours).

## Historique
Le régiment est le régiment de commandement et de soutien de la 12e division d'infanterie est en garnison à Evreux au Quartier TILLY

## Les Chefs de Corps du12eRCS
- Lt Colonel ...    Argenton
- Lt Colonel Bernard Maret[Quand ?]
- Lt Colonel Claude Pagenel[Quand ?]

## Drapeau
Le drapeau du régiment portent les inscriptions :
- RUSSIE 1812
- GRANDE GUERRE 1914-1918